# Hans Hornemann
Hans Hornemann (født 4. juli 1743 i Rissa, død 28. juli 1816 i Christiania) var en dansk-norsk officer.
Han var søn af assessor Henrik Ebbesen Horneman til Reinskloster (1694-1748) og Sara Johansdatter Hammond (1708 i Trondhjem, død 1788) og var oberst og chef for Norsk Livregiment til Fods. I 1805 fik han afsked som generalmajor.
Hans Horneman var blandt stifterne af Klubselskabet Harmonien i 1813. 